# La Légende du tigre
Pour plus de détails, voir Fiche technique et Distribution.
La Légende du tigre (The Tiger's Apprentice) est un film américain réalisé par Raman Hui, Yong Duk Jhun et Paul Watling, sorti en 2024.

## Synopsis
Tom Lee, un jeune Américain d'origine chinoise, vit avec sa grand-mère. Attaqué par des démons, il se refugie auprès d'un groupe des personnes ayant le pouvoir se transformer en animaux du zodiaque chinois.

## Fiche technique
- Titre : La Légende du tigre
- Titre original : The Tiger's Apprentice
- Réalisation : Raman Hui, Yong Duk Jhun et Paul Watling
- Scénario : David Magee, Christopher L. Yost d'après le roman de Laurence Yep
- Musique : Steve Jablonsky
- Montage : Michael Andrews, James Palumbo et Wayne Wahrman
- Production : Bob Persichetti, Sandra Rabins et Jane Startz
- Société de production : Paramount Animation et Jane Startz Productions
- Pays :  États-Unis
- Genre : Animation, action, aventure, comédie et fantastique
- Durée : 84 minutes
- Dates de sortie : 
  - Paramount+ : 3 février 2024

## Distribution

### Voix originales
- Henry Golding : Hu
- Brandon Soo Hoo : Tom
- Lucy Liu : l'impératrice Nü Kua / Cynthia
- Sandra Oh : Mistral
- Michelle Yeoh : Loo
- Bowen Yang : Sidney
- Leah Lewis : Rav
- Kheng Hua Tan : Mme. Diane Lee
- Sherry Cola : Naomi
- Deborah S. Craig : Joy
- Jo Koy : Coq
- Greta Lee : Lapin
- Diana Lee Inosanto : Cheval
- Patrick Gallagher : Chien
- Poppy Liu : Serpent
- Lydie Loots : Tom bébé
- Raman Hui : la voix à la radio
- Ryan Christopher Lee : Liam
- Josh Zuckerman : Rudy

### Voix françaises
- Eilias Changuel : Hu
- Tom Trouffier : Tom
- Laëtitia Godès : l'impératrice Nü Kua
- Myrtille Bakouche : Mistral
- Anne Plumet : Loo
- Hugo Brunswick : Sidney
- Alicia Hava : Rav
- Annie Le Youdec : Mme Diane Lee
- Jade Phan-Gia, Aurélien Raynal, Antoine Ferey, Nathalie Homs, Louisa Lacroix, Jean-Christophe Quenon, Florent Pochet, Diam Nguyen, Sai Ko Mimeur, Inas Chanti, Audrey Le Bihan

Version française dirigée par Hervé Rey au studio Titra Film, d'après une adaptation des dialogues de Stéphanie Vadrot.
 Source et légende : version française (VF) sur RS Doublage et carton du doublage français.

## Production

### Développement
En octobre 2008, Cartoon Network a annoncé une adaptation cinématographique télévisée du roman de Laurence Yep de 2003, The Tiger's Apprentice, qui sera présenté en avant-première sur le réseau en 2010. Produit par Cartoon Network Studios, le film aurait été un hybride live-action/CG, avec David Magee écrivant le scénario et Jane Startz comme productrice exécutive. Le projet n'a jamais abouti.
En mars 2019, Paramount Pictures a annoncé une adaptation animée du roman qui sortira en salle en février 2022. En juin 2019, Paramount Animation a annoncé que Carlos Baena réaliserait le film, avec Magee et Harry Cripps écrivant le scénario, la production de Startz et la production exécutive de Raman Hui et Kane Lee. En juillet 2020, le film a été reporté à février 2023 en raison de la Pandémie de Covid-19. En janvier 2022, il a été révélé que Hui réaliserait plutôt le film, avec Paul Watling et Yong Duk Jhun co-réalisant et Bob Persichetti producteur.[ 11] Baena resterait toujours dans un rôle de producteur exécutif. New Republic Pictures a cofinancé le film, mais n'est pas crédité,,.

### Distribution artistique
En juillet 2020, Henry Golding a été choisi dans le film dans le rôle de M. Hu. En septembre 2020, Sandra Oh a été choisie dans le rôle du film dans le rôle de Mistral, avec Michelle Yeoh, Brandon Soo Hoo, Bowen Yang, Sherry Cola et Kheng Hua Tan également ajoutés à la distribution dans des rôles non spécifiés. En novembre 2020, Leah Lewis a été choisie dans le film sous le rôle de Räv. En juillet 2022, il est apparu que Lucy Liu avait été ajoutée à la distribution dans un rôle principal.  En décembre 2023, avec la bande-annonce, il a été révélé que Deborah S. Craig, Jo Koy, Greta Lee, Diana Lee Inosanto, Patrick Gallagher et Poppy Lui avaient rejoint la distribution,.

### Animation
L'animation a été fournie par Mikros Animation à Paris. Le film avait une équipe de 80 animateurs et une production de quatre ans. Des animateurs d'Espagne, d'Angleterre, de Belgique et du Canada ont travaillé à distance.

### Post-production
La post-production a été terminée à la mi-2023. Le jour de la sortie du film, deux membres de l'équipe qui ont travaillé sur le film ont révélé sur Letterboxd que le film avait connu une production turbulente. Le premier utilisateur, identifié comme didiwa, a cité le harcèlement et les réécritures qui se sont produits jusqu'en 2023, ainsi que certains membres de l'équipe de production qui ont effectué plusieurs emplois et ont travaillé plusieurs niveaux de rémunération au-dessus des rôles réels, sans vacances autorisées, tandis que d'autres ont traversé l'Europe tout frais payé. Devon Manney, le deuxième utilisateur, a travaillé comme apprenti scénariste de juin à décembre 2019, et a été licencié avec le reste de l'équipe d'histoire quelques jours avant Noël de cette année-là, disant que Paramount "voulait faire tomber Spider-Man: New Generation".

### Musique
En décembre 2023, il a été annoncé que Steve Jablonsky composerait la partition du film. Une reprise de Eye of the Tiger de  Survivor de Zhu a été publiée le 26 janvier 2024. Groupe de filles japonaises Atarashii Gakko! a sorti la chanson "Hello" de la bande originale du film en single le 9 février 2024.

## Accueil
Le film a reçu un accueil mitigé de la critique. Il obtient un score moyen de 55 % sur Metacritic.